# Моторная кора
Моторная кора, также известная как двигательная кора (англ. Motor cortex) — области коры больших полушарий, отвечающих за планирование, контроль и выполнение произвольных движений.
Традиционно моторной корой считается область в лобной доле, расположенная в задней части прецентральной извилины непосредственно перед центральной бороздой.

## Компоненты моторной коры
Моторная кора состоит из трёх областей:
1. Первичная моторная кора (англ. Primary motor cortex) соответствует полю 4 по Бродману, располагается кпереди от центральной борозды в передней части околоцентральной дольки. Главный корковый центр произвольных движений. Получает афферентную информацию от мозжечка (через таламус), от премоторной коры и дополнительной моторной области, сенсорных областей коры. Собственно произвольное движение происходит, когда потенциал действия от нейронов первичной моторной коры по аксонам нисходящих путей достигает сегментов спинного мозга и α-мотонейроны передних рогов вызовут движения. То же самое происходит и при стимуляции первичной моторной коры электродом во время нейрохирургической операции.
2. Премоторная кора (англ. Premotor cortex) соответствует латеральной части поля 6 по Бродману, располагается кпереди (латеральнее) от прецентральной борозды в задней части трёх горизонтальных лобных извилин (верхней, средней и нижней). Отвечает за некоторые элементы моторного контроля, включая планирование точных серий сокращений мышц, регуляцию положения тела в пространстве (осанки) и т.д. Премоторная кора располагается перед первичной моторной корой.
3. Дополнительная моторная область (англ. Supplementary motor area, SMA) соответствует медиальной части поля 6 по Бродману, располагается на медиальной поверхности полушарий. Отвечает за планирование движений, координацию двух частей тела. Стимуляция данной области приводит к одновременному сжиманию кистей обеих рук, что, вероятно, является рудиментарной функцией кистей, необходимой для лазания.
Другие области:
- Задняя теменная кора иногда также относится к числу областей, отвечающих за моторную активность, хотя это ассоциативная, а не двигательная кора. В данной области аккумулируется информация от разных сенсорных систем, после чего она преобразуется в двигательные команды. Задняя теменная кора задействована в некоторых механизмах планирования движений, в дополнение к многим другим функциям, которые не связаны с моторным контролем.
- Первичная соматосенсорная кора, особенно зона 3a, расположенная в постцентральной извилине, иногда считается функциональной частью нейросети двигательного контроля.

Другие области мозга, расположенные вне коры больших полушарий, также оказывают большое влияние на двигательные функции. К ним относятся мозжечок, базальные ганглии, педункулопонтийное тегментальное ядро и красное ядро, а также некоторые другие субкортикальные моторные ядра.

## Эволюция моторной коры
Млекопитающие эволюционировали из зверообразных рептилий около 200 млн лет назад. У ранних млекопитающих появились новые мозговые функции, отвечающие тем нишам, которые эти животные заняли в природе. У них появилась соматомоторная кора, в которой обрабатывалась как соматосенсорная, так и двигательная информация. Это позволило появиться только простым моторным навыкам, например, передвижению на четырёх ногах, убеганию от хищников или погоне за жертвой. У плацентарных млекопитающих появилась отдельная моторная кора, это произошло около 100 млн лет назад. Так как масса нервной ткани, отвечающей за определённую функцию, соответствует объёму информации, который обрабатывается при выполнении данной функции, развитие обособленной моторной коры давало преимущество плацентарным млекопитающим, а их двигательные навыки становились более сложными, чем у их предков. В дальнейшем моторная кора сыграла важную роль в адаптации приматов к древесному образу жизни.
Появление моторной коры и её усложнение (а также появление противопоставленного большого пальца руки и стереоскопического зрения) поддерживалось естественным отбором приматов, передвигающихся на ветках деревьев (Cartmill, 1974; Silcox, 2007). В результате такого отбора возникло непропорциональное соматотопическое представительство рук и ног, которые были важны для хватания веток и передвижений по деревьям (Nambu, 2011; Pons et al., 1985; Gentilucci et al., 1988).